# Borrby-Östra Hoby församling
Borrby-Östra Hoby församling var en församling i Borrby, Hammenhög och Stiby pastorat i Österlens kontrakt i Lunds stift. Församlingen låg i Simrishamns kommun i Skåne län. Församlingen uppgick 2017 i Gärsnäs församling.
Församlingen omfattade södra delen av Simrishamns kommun med byarna Borrby, Östra Hoby och Skillinge.

## Administrativ historik
Församlingen bildades 2000 genom sammanslagning av Borrby församling och Östra Hoby församling och utgjorde till 2013 ett eget pastorat.
Från 2013 ingick församlingen i Borrby, Hammenhög och Stiby pastorat bestående av denna församling, Hammenhögs församling och Stiby församling.
Församlingen uppgick 2017 i Gärsnäs församling.

## Kyrkor
- Sankta Maria kyrka (även kallad Borrby kyrka)
- Skillinge kapell
- Östra Hoby kyrka